# Карлсплац
Карлсплац (  — „Карлов трг”) је градски трг на граници првог и четвртог округа града Беча. То је једно од најпосећенијих и најбоље повезаних транспортних чворишта у Бечу. Црква светог Карла Боромејског, познатија као „Карлова црква” или „Карлскирхе”, се налази на јужном ободу овог трга.

## Архитектура
Највећа површина трга је парк на јужној страни, Реселпарк назван по проналазачу Јозефу Реселу. На истоку је Карлскирхе, који се налази испред воденог базена са скулптуром Хенрија Мура, одмах поред зграде Бечког музеја (бивши Историјски музеј Беча) и зградом Винтертур осигурања. На западној страни налази се главна зграда Бечког техничког универзитета и протестантске школе. У Реселпарку су споменици и бисте познатих личности као што су проналазач Зигфрид Маркус и Јозеф Мадершпергер, као и композитор Јоханес Брамс. На северној страни налази се зграда некадашње станице Карлсплац бечког Штатбана, која је изграђена у стилу Ота Вагнера и Бечке сецесије.
- Трг испред Карлскирхе
- Бечки музеј
- Кунстлерхаус
- Музикферајн

Од трга на северу су одвојене зграде Музикферајна (Бечко музичко друштво), Кунстлерхаус (Кућа уметности) и Ханделсакадемие (Пословно-трговачка школа).
- Зграда „Сецесија”
- Кућа уметности (Кунстхале)
- Библиотека ТУ Беч
- Главна зграда Техничког универзитета

## Саобраћај
Карлсплац је једна од најважнијих саобраћајница у граду, аутомобилски, аутобуски и трамвајски саобраћај се одвија на површини, метро саобраћај се одвија под земљом. Станица бечког метроа на три нивоа испод земље „Карлсплац” је најкомплексније чвориште градске подземне железнице јер се ту укрштају три линије:
- Метро линија У1
- Метро линија У2
- Метро линија У4

## Планирање
Пре него што је изграђен Карлсплац, постојао је украсни мост из ере царице Елизабете, изграђен 1854. године и назван по младој царевој невести („Сиси”). Мост је 20. априла 1897. блокиран и потом срушен.
Након тога, одложено је премошћавања реке Вин што је довело до грађења нових раскошних зграда. Градско веће је 7. маја 1901. расписало архитектонски конкурс за нови пројекат.
У пролеће 1903. Ото Вагнер је направио дводимензионалне моделе и јавно их приказао градоначелнику Карлу Лугеру. На конференцији за штампу 3. новембра 1907. похвалио је Вагнеров пројекат, али је мобилисао конзервативне припаднике племства принцезе Паулине Метерних против пројекта, уз петицију са 6000 потписа подршке.
У међуратном периоду на Карлсплацу су се јављале углавном привремене грађевине (као што је тржни центар на месту данашњег Бечког музеја). Реализовани дизајн шведског пејзажног архитекте Свена Ингвара Андерсона који је дизајнирао овално језерце наишао је на најоштрију критику 1976—77. Клеменс Холцмајстер је био „шокиран” над површином воде испред Карлскирхе, медији су говорили о „простору хаоса”. Без обзира на ове веома негативне критике, прихваћене су значајно повећане зелене површине Реселпарка (и овалног језерца) какве видимо и дан данас. Током 2006. године Јакоб Фина је редизајнирао зелене површине Карлсплаца и тако су створени Есперанто парк и парк Жирарди.

## Уметност и култура
2004. године представници општине Беч представили су пројекат „Уметнички простор Карлсплац”. Циљеви су били, између осталог, редизајн зелених површина парка, светла и простора и концепта трасе. Поред промоције уметничких пројеката на Карлсплацу, циљ је био и побољшање саобраћајне инфраструктуре за пешаке и бициклисте.
На Карлсплацу је 2006. године приказана изложба Уједињених Бади Медведа. Изложбу је отворила Кристијане Хорбигер, филмска глумица и амбасадорка УНИЦЕФ -а, заједно са Михаелом Хојплом, градоначелником Беча и Карин Шуберт, градоначелницом Берлина.
У лето 2008. године, паралелно са Европским фудбалским првенством, на „плутајућој бини” у овалном језеру испред Карлскирхе свакодневно су извођени концерти аустријских кантаутора, експерименталних поп музичара савремене бечке песничке сцене и уметника перформанса. Од 2010. године вишедневни Попфест се одржава на просторима Карлсплаца и неким околним институцијама, и то на почетку летње сезоне на отвореном.

### Проблем наркоманије
У самој Аустрији, реч „Карлсплац” је синоним за отворену нарко сцену, уз нескривено окупљање наркомана и дилера дроге. Из тог разлога је успостављена прва заштитна зона под строгим полицијским надзором.